# James Ramsay (17e comte de Dalhousie)
Pour les articles homonymes, voir James Ramsay et Ramsay.
James Hubert Ramsay, 17e comte de Dalhousie (né le 17 janvier 1948) appelé « lord Ramsay » (1950-1999) est un homme politique, militaire et pair britannique.

## Famille

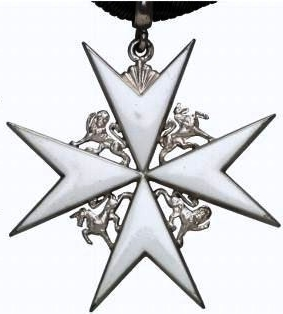
Insigne des CStJ

Fils de Simon Ramsay (16e comte de Dalhousie) KT, ancien Gouverneur général de Rhodesia et Nyasaland et sa femme, Margaret, fille du brigadier-général Archibald Stirling de Keir, DL, MP, son oncle est Sir David Stirling, fondateur du « Special Air Service ».
Il siège à la Chambre des lords du 15 juillet 1999 au 11 novembre 1999 comme le Duc de Rudland ou le Baron Londesborough il rejoint la Chambre en 1999 mais à l'inverse d'eux et comme le Marquis de Bristol, il ne se représente pas pour retourner à la Chambre lors d'élections partielles.
Il se marie avec Maralyn, fille de Sir David Butter, petite-fille de la comtesse Anastasia de Torby, et depuis 2009 il sert en tant que lord-intendant de la Maison royale britannique.
Chef du clan Ramsay en Écosse, le comte est en 2012 nommé commandeur dans l'ordre de saint-Jean (CStJ).